# Impresor Público de los Estados Unidos
El título de Impresor Público de los Estados Unidos hace referencia al oficial que encabeza la Government Printing Office (GPO). De acuerdo al código 44 U.S.C. § 301, este oficial debe ser designado por el Presidente de los Estados Unidos y aprobado por el Senado de los Estados Unidos. Por ley, el Impresor Público debe ser altamente calificado en las áreas de empaste e impresión para calificar para el puesto, aunque cambios recientes al modelo operacional de la GPO han hecho que calificaciones relativas a la diseminación de información electrónica sean cruciales para la designación del cargo. El presidente Barack Obama designó a William J. Boarman como Impresor Público de los Estados Unidos durante un receso del senado, el 29 de diciembre de 2010.

## Historia
Benjamin Franklin sirvió como Impresor Público en muchas de las colonias estadounidenses antes del establecimiento de los Estados Unidos. La Cámara y el Senado tenían impresores distintos hasta el año 1861, cuando el GPO fue establecido; su primer superintendente fue John D. Defrees. El primer hombre en ostentar el cargo de Impresor Público de los Estados Unidos fue Almon M. Clapp.

### Impresores Públicos
1. Almon M. Clapp (1876-1877)
2. John D. Defrees (1877-1882)
3. Sterling P. Rounds (1882-1886)
4. Thomas E. Benedict (1886-1889)
5. Frank W. Palmer (1889-1894)
6. Thomas E. Benedict (1894-1897)
7. Frank W. Palmer (1897-1905), O.J. Ricketts (Acting, 1905-1905)
8. Charles A. Stillings (1905-1908), William S. Rossiter (Acting, 1908-1908), Capt. Henry T. Brian (Acting, 1908-1908)
9. John S. Leech (1908-1908)
10. Samuel B. Donnelly (1908-1913)
11. Cornelius Ford (1913-1921)
12. George H. Carter (1921-1934)
13. Augustus E. Giegengack (1934-1948), John J. Deviny (Acting, 1948-1948)
14. John J. Deviny (1948-1953), Phillip L. Cole (Acting, 1953-1953)
15. Raymond Blattenberger (1953-1961), John M. Wilson (Acting, 1961-1961), Felix E. Cristofane (Acting, 1961-1961)
16. James L. Harrison (1961-1970[3])
17. Adolphus N. Spence (1970-1972), Harry J. Humphrey (Acting, 1972-1973), L.T. Golden (Acting Deputy, 1973-1973)
18. Thomas F. McCormick (1973-1977)
19. John J. Boyle (1977-1980), Samuel Saylor (Acting, 1980-1981)
20. Danford L. Sawyer, Jr. (1981-1984), William J. Barrett (Acting, 1984-1984)
21. Ralph E. Kennickell, Jr. (1984-1989)
22. Robert Houk (1990-1993[4]), Michael F. DiMario (Acting, 1993-1993)
23. Michael F. DiMario (1993[5] -2002)
24. Bruce James (2002[6][7] -2007), William H. Turri (Acting, 2007-2007)
25. Robert C. Tapella (2007[8] -2010[9] -)
26. William J. Boarman (2010-2011), Davita Vance-Cooks (Acting, 2012-2012)
27. Davita E. Vance-Cooks (2012–2014)

## Responsabilidades
El Impresor Público es responsable de la administración del GPO. El GPO, una agencia de servicio del gobierno, provee acceso electrónico y produce la mayoría del material impreso para el gobierno, incluyendo el Archivo Congresional, las decisiones de la Corte Suprema, pasaportes, formularios de impuestos, documentos internos del gobierno, publicaciones de la agencia. El GPO no imprime dinero, ya que es una tarea del Oficina de Grabado e Impresión de los Estados Unidos.